# بلم (شهر)
بلم  (به پرتغالی: Belém، معادل پرتغالی بیت لحم) مرکز ایالت پارا در کشور برزیل است. این شهر در نزدیکی اقیانوس اطلس شمالی وقع است.

## نگارخانه

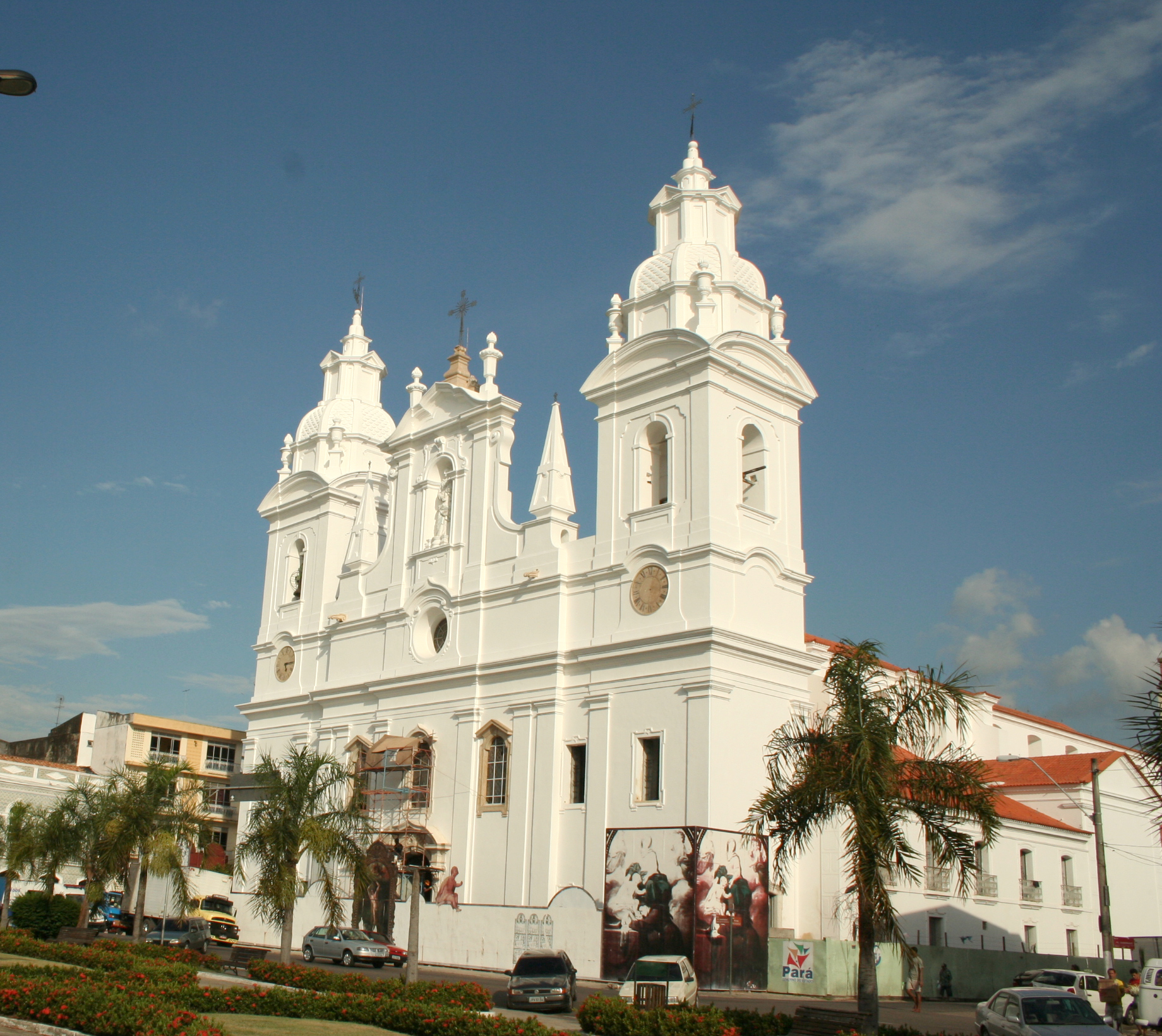
کلیسای جامع
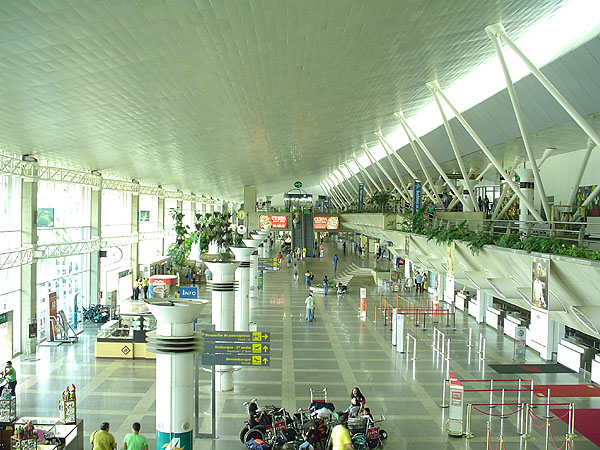
فرودگاه بین‌المللی
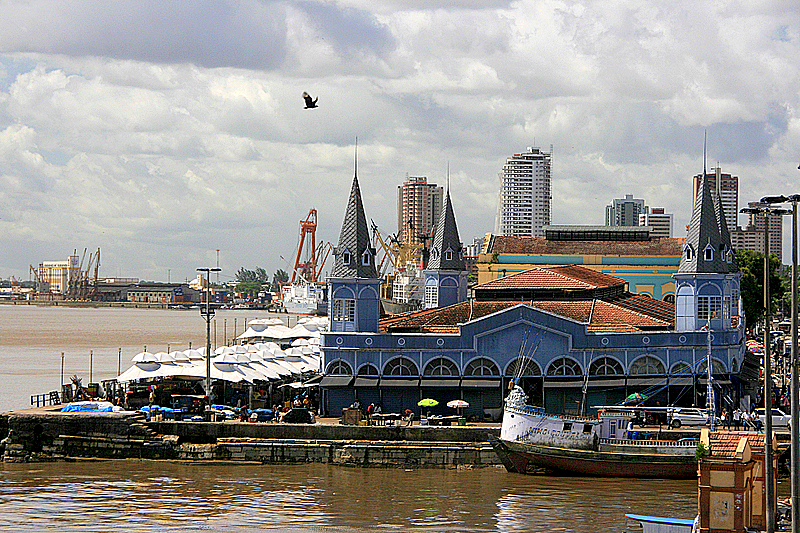